# Latham-sárszalonka
A Latham-sárszalonka (Gallinago hardwickii) a madarak osztályának lilealakúak (Charadriiformes) rendjébe, ezen belül a szalonkafélék (Scolopacidae) családjába tartozó faj.

## Rendszerezése
A fajt John Edward Gray brit zoológus írta le 1831-ben, a Scolopax nembe Scolopax Hardwickii néven. Egyes szervezetek a Telmatias nembe sorolták át Telmatias hardwickii néven.

## Előfordulása
Oroszország délkeleti részén és Japánban fészkel, telelni Ázsia déli részére, valamint Ausztrália, Tasmania és Új-Zéland területére vonul.
Természetes élőhelyei a mérsékelt övi gyepek, lápok, mocsarak, folyók és patakok környékén, valamint szezonálisan elöntött mezőgazdasági területek, legelők és szántóföldek.

## Megjelenése
Testhossza 33 centiméter, szárnyfesztávolsága 48-54 centiméter, testtömege 95-277 gramm.

## Természetvédelmi helyzete
Az elterjedési területe nagyon nagy, egyedszáma ugyan csökken, de még nem éri el a kritikus szintet. A Természetvédelmi Világszövetség Vörös listáján nem fenyegetett fajként szerepel.